# NGC 1604
NGC 1604 is een lensvormig sterrenstelsel in het sterrenbeeld Eridanus. Het hemelobject werd op 22 december 1886 ontdekt door de Amerikaanse astronoom Lewis A. Swift.

## Synoniemen
- PGC 15433
- MCG -1-12-20
- NPM1G -05.0201